# Hiệp hội Rákóczi
Hiệp hội Rákóczi (tiếng Hungary: Rákóczi Szövetség) thành lập vào năm 1989 tại Budapest, là một tổ chức phi chính phủ hoạt động dưới hình thức hiệp hội xã hội dân sự. Những người đặt nền móng cho Hiệp hội có nguồn gốc Thượng Hungary hoặc gắn bó với cộng đồng Hungary trong khu vực lịch sử mà ngày nay thuộc Slovakia. Từ năm 1990 đến năm 2018, tiến sĩ József Halzl là Chủ tịch của Hiệp hội, được tín nhiệm làm Chủ tịch danh dự theo biểu quyết nhất trí của Đại hội đồng. Ông đã công hiến cho Hiệp hội trong suốt ba thập kỉ lịch sử cho đến khi ông qua đời vào tháng 11 năm 2020.

## Mục tiêu
Với mục tiêu là hỗ trợ người dân Hungary ở Lưu vực sông Carpathian và trên toàn giới, tổ chức tìm cách thúc đẩy sự phát triển của văn hóa, ngôn ngữ và các cộng đồng Hungary. Các hoạt động của Hội chủ yếu hướng đến giới trẻ Hungary.

## Mạng lưới thành viên và tổ chức
Với gần 30.000 thành viên tham gia tới từ hơn 500 tổ chức chi nhánh cấp địa phương trên toàn lưu vực Carpathian, điều này là sự tự hào của hiệp hội. Trong số hơn 500 chi nhánh, có bao gồm 320 chi nhánh hoạt động trong các cơ sở trung học, gần 200 hoạt động ở các địa phương và ở các trường đại học dừng lại ở con số 30.
Trụ sở chính của tổ chức tại Budapest là nơi làm việc của 15 nhân viên trẻ và đội ngũ tình nguyện viên. Vào năm 2019, hiệp hội tổ chức gần 80 hoạt động có sự tham gia của khoảng 100.000 người, đa phần là người trẻ.

## Cơ quan lãnh đạo
Chủ tịch danh dự - Tiến sĩ József Halzl

### Hội đồng điều hành
Chủ tịch - Csongor Csáky
Các Phó Chủ tịch - Ferencz Kun, Csaba Makláry-Szalontai, Árpád Martényi, Zsolt Németh, Péter Őry, Tiến sĩ Barnabás Ősi, Tiến sĩ Balázs Tárnok
Ủy ban giám sát: Tiến sĩ Sándor Csaba Ambrus (chủ tịch), Rudolf Gabri, Csaba Nagy, Tibor Tóth
Ủy ban cố vấn: Fülöp Benedek, Albert Biró, Tiến sĩ Zoltán Kántor, Zoltán Szilágyi, Tiến sĩ Katalin Szili, Mihály Takaró
Lãnh đạo điều hành: Csongor Csáky - Chủ tịch; Csilla Katona - Giám đốc Tài chính; Domonkos István Nagy - Giám đốc Phát triển Tổ chức và CNTT; László Petrovay - Giám đốc phụ trách Lựa chọn Trường học của Hungary; Anna Csizmadia - Trưởng Ban Thư ký Chủ tịch Hội đồng; Flóra Katona - Giám đốc Truyền thông

## Hoạt động

### Chương trình lựa chọn trường học của Hungary
Chương trình ưu tiên thúc đẩy việc lựa chọn trường học giảng dạy tiếng Hungary cho các gia đình người Hungary sống bên ngoài đất nước để tránh việc mất liên lạc với cộng đồng Hungary do rào cản ngôn ngữ. Vì lợi ích này, chương trình hướng tới đối tượng là trẻ sơ sinh, trẻ mẫu giáo hoặc trẻ học tiểu học. Mỗi năm hiệp hội chào đón khoảng 9000  trẻ sơ sinh theo chương trình "Gólyahír". Tổ chức thường xuyên gửi gắm những suy nghĩ cùng với những món quà khuyến khích những bậc phụ huynh chọn một cơ sở giáo dục tiếng Hungary cho con họ ở độ tuổi nhỏ phía bên ngoài lãnh thổ. Vào tháng 9 khi bắt đầu năm học, những chiếc cặp sách, những học bổng được trao cho các em nhỏ tại các trường học dạy tiếng Hungary như một cách thể hiện sự đoàn kết. Chương trình nghị sự của Hiệp hội cũng sẽ công nhận giáo viên mẫu giáo và tiểu học những người có đóng góp cho việc chọn trường học. Chương trình lựa chọn trường học của Hungary nhận được sự ủng hộ rộng rãi từ nhiều tổ chức, cá nhân, tập thể khác nhau.

### Hoạt động thanh niên
Với quan điểm thiết lập một mạng lưới quan hệ của thanh thiếu niên trong độ tuổi từ 14 đến 18 tuổi. Hiệp hội luôn tìm cách mở rộng mối quan hệ với những người trẻ để gắn kết họ với nhau và làm rõ nét bản sắc con người Hungary trong họ. Vào năm 2019, Chương trình du lịch sinh viên của Hiệp hội thu hút sự tham gia của 22000 học sinh đến từ hơn 600 trường trung học và một bộ phận cộng đồng người Hungary xa xứ. Những buổi cắm trại, các cuộc thi lịch sử " Gloria Victis" và "Cultura Nostra" là những sự kiện đồng hành được đại bộ phận học sinh trung học quan tâm, vào năm 2019 với 17 trại hè số người tham gia ước tính vào khoảng 4500 người.
Từ năm 2016, mỗi năm chương trình cộng đồng người gốc Hungary đem đến cho những người gốc Hungary trên toàn thế giới cơ hội tham gia trại hè và trải nghiệm hệ thống giáo dục của họ, dưới sự trợ giúp của chính phủ Hungary. Qua các hoạt động, việc hoà mình vào văn hoá, ngôn ngữ Hungary  giúp xây dựng mối quan hệ và củng cố bản sắc dân tộc. Chương trình hàng năm nhận được sự hưởng ứng của 1000 thanh niên đến từ nhiều nơi.
Hoạt động của tổ chức bao gồm đánh dấu những ngày kỷ niệm kỷ niệm sự sùng bái của Hoàng tử Francis II Rákóczi và tưởng nhớ người tử vì đạo của chính trị gia Thượng Hungary János Esterházy, cũng như liên quan đến số phận của hơn 100.000 người Hungary bị trục xuất và trục xuất khỏi Tiệp Khắc do các sắc lệnh của Beneš.
Hiệp hội Rákóczi mua khu nghỉ mát "Várhegy" ở Sátoraljaújhely, đông bắc Hungary, nhờ sự hỗ trợ của Chính phủ Hungary. Kể từ khi thay đổi sở hữu, khu phức hợp đã hoạt động dưới tên Trung tâm Sự kiện và Trại Rákóczi.